# Liste der Baudenkmäler in Wertingen
Auf dieser Seite sind die Baudenkmäler in der schwäbischen Stadt Wertingen zusammengestellt. Diese Tabelle ist eine Teilliste der Liste der Baudenkmäler in Bayern. Grundlage ist die Bayerische Denkmalliste, die auf Basis des Bayerischen Denkmalschutzgesetzes vom 1. Oktober 1973 erstmals erstellt wurde und seither durch das Bayerische Landesamt für Denkmalpflege geführt wird. Die folgenden Angaben ersetzen nicht die rechtsverbindliche Auskunft der Denkmalschutzbehörde.

## Ensembles

### Ensemble Hauptstraße und Marktplatz

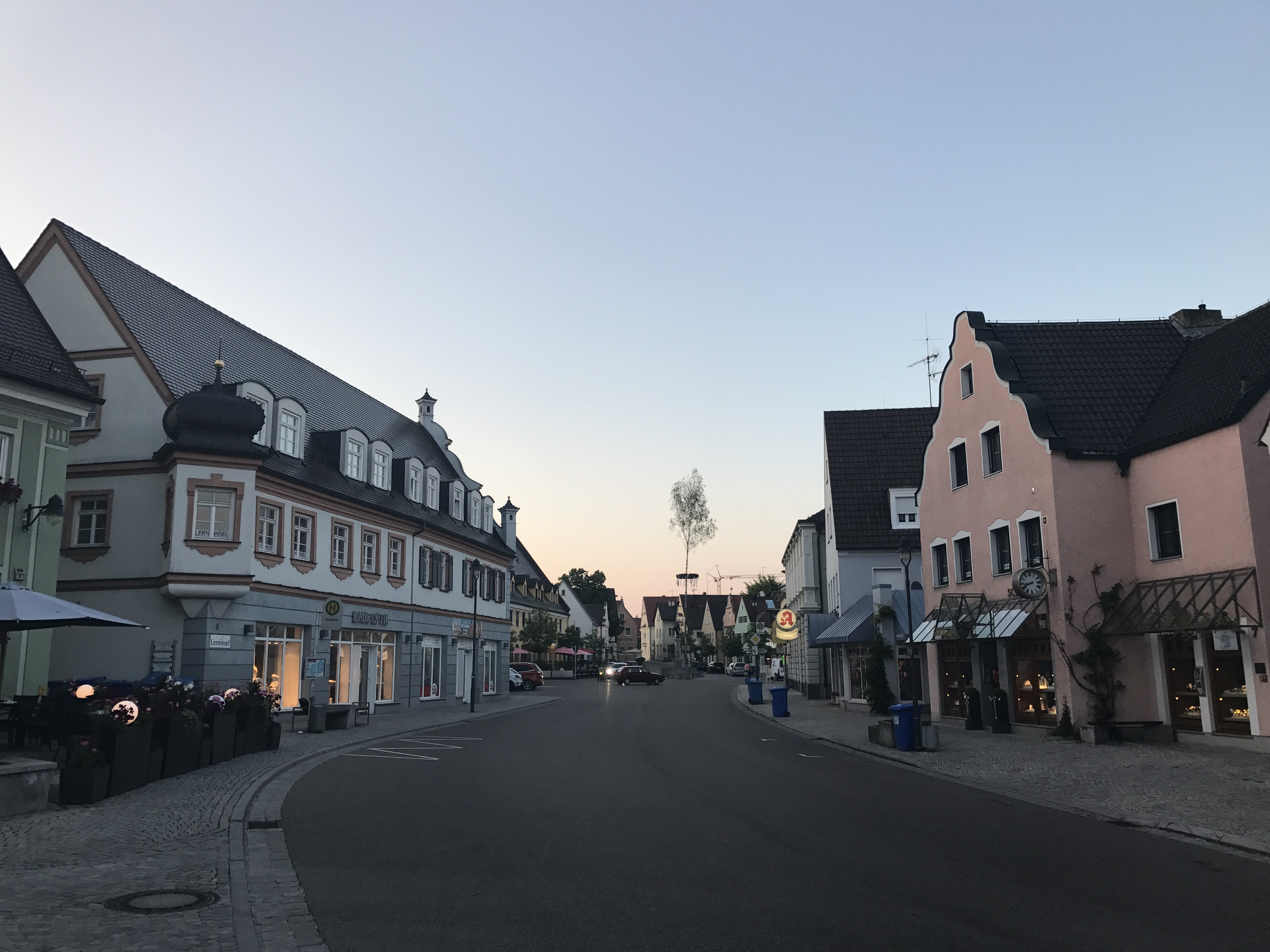

Die Gründung der Stadt Wertingen erfolgt zu Beginn des 13. Jahrhunderts neben einem Dorf gleichen Namens, dessen Lage südlich des späteren Ortskerns, im Bereich der jetzigen Badgasse außerhalb der mittelalterlichen Stadtmauern vermutet wird. Auch ohne urkundliche Belege ist anzunehmen, dass die Staufer, als Herren des Gebietes und im Zuge des Ausbaus der Ostgrenze ihres Hausmachtbereiches, die mit Wall, Graben und Holzpalisaden befestigte neue Siedlung angelegt haben, die wohl auch schon Marktrecht besaß. Als „oppidum“ ist sie dann 1280 unter den Gütern des Staufer-Erbes im bayerischen Herzogsurbar genannt, 1297 mit sicher belegtem Stadtrecht. Wertingen blieb von da an bayerischer Besitz, war aber oft an verschiedene Vasallen vergeben worden, die ihre Rechte auch verkauften: So erwarben 1467/69 die pappenheimischen Marschälle von Rechberg die Stadt und begründeten hier eine eigene Linie Hohenreichen-Wertingen; aus ihrer Zeit stammt noch das gegen 1500 ausgebaute Schloss, jetzt Rathaus. Nach Aussterben dieser Linie 1700 Heimfall an Kurbayern, das, nachkürzeren anderen Lehensverhältnissen und Beschlagnahme durch die kaiserlich-österreichische Regierung 1704–14 mit Herrschaftsrechten der Fürsten Lobkowitz, hier um 1718/20 eine landgerichtliche Verwaltung einrichtete. Im Königreich Bayern Sitz eines Bezirksamts bzw. später der Landkreisbehörde bis 1972. Die mittelalterliche Marktsiedlung auf dem linken Ufer der Zusam bildete einen lokalen Straßenknotenpunkt auf dem Wege zwischen Augsburg und Dillingen mit der Nordsüdverbindung im Zusamtal in Richtung Donauwörth und zu den mittelschwäbischen Reichsstädten. Die ab 1280 in Mauerwerk verbesserte Stadtmauer bildete ein abgerundetesViereck mit drei Haupttoren und einem Nebentor in den genannten Richtungen (1868–72 Abbruch der Tore und großer Teile der Stadtmauer). Das bezeichnete Ensemble bildet das Zentrum des Ortes. Von der Zusambrücke kommend biegt die jetzige Hauptstraße im Ortskern nach Norden und erweitert sich zumlanggestreckten Marktplatz. Beide Straßenräume bilden im historischen Kern mit Abstand – wohl durch die Marktfunktion bedingt – die breitesten Verkehrswege. Der Straßen- und Platzraum wird durch meist zweigeschossige Giebelhäuser des 17. – 18. Jahrhunderts gebildet, zum größten Teil in nicht geschlossener Bauweise. In der rechtwinkligen und gleichmäßigen Zuordnung der Grundstücke zur Hauptachse des Marktplatzes lässt sich in Spuren noch die planmäßige Ordnung der Stadtgründung erkennen, wie übrigens auch in dem ostwärts ausgegrenzten Bezirk der Stadtpfarrkirche St. Martin mit dem zugehörigen ehem. Friedhof, etwas abseits des Marktes. Durch eine breite Lücke in der Platzfront wirkt die Pfarrkirche dabei als monumentaler und charakteristischer Akzent. Aktennummer: E-7-73-182-1.

## Stadtbefestigung
| Lage       | Objekt               | Beschreibung | Akten-Nr.             | Bild                 |
| ---------- | -------------------- | --- | --------------------- | -------------------- |
| (Standort) | Reste der Stadtmauer | ab 1280 Ausbau und Verbesserung der mittelalterlichen Stadtmauer, die bis ins 17. Jahrhundert kontinuierlich instand gehalten wurde; lediglich Reste der Stadtmauer, wohl 16./17. Jahrhundert, in Teilen und nicht mehr in ursprünglicher Höhe erhalten; Teile des Nordzugs im Bereich ostwärts des Amtsgerichts hinter den Häusern der Schulstraße bis Kalteck, der Ostzug in den Gärten zwischen Böhmengäßchen und Pfarrgasse, ein Rest des südlichen Mauerzugs zwischen Badgasse und Schmiedgasse | D-7-73-182-2 Wikidata | Reste der Stadtmauer |

## Baudenkmäler nach Ortsteilen

### Wertingen
| Lage                            | Objekt                                                 | Beschreibung | Akten-Nr.     | Bild                                                   |
| ------------------------------- | ------------------------------------------------------ | --- | ------------- | ------------------------------------------------------ |
| Am Judenberg (Standort)         | Jüdischer Friedhof                                     | Anlage von 1663, später erweitert, 1940 zerstört, 1953 wieder hergestellt, mit Grabsteinen des 19.–20. Jahrhunderts; Friedhofsmauer 1763. | D-7-73-182-1  | weitere Bilder                                         |
| Bauerngasse 5 (Standort)        | Bauernhaus                                             | in Hakenform, erdgeschossiger Satteldachbau mit leicht erhöhtem Stall- und Scheunenbereich, 1. Hälfte 19. Jahrhundert | D-7-73-182-3  | Bauernhaus                                             |
| Bauerngasse 22 (Standort)       | Bauernhaus                                             | zweigeschossiger Satteldachbau mit Profilgesims und vorkragendem Giebelfeld, Ende 18. Jahrhundert | D-7-73-182-4  | Bauernhaus                                             |
| Bauerngasse 31 (Standort)       | Friedhofskapelle St. Michael                           | Saalbau mit flacher Stichkappentonne und dreiseitig geschlossenem Chor, westlich Fassadenturm mit Zwiebelhaube, um 1600; mit Ausstattung; in Friedhof mit Grabmälern des 19. Jahrhunderts; Friedhofsmauer; ehemaliges Leichenhaus, erdgeschossiger Satteldachbau mit Zwerchgiebel und profiliertem, umlaufendem Traufgesims, um 1860 | D-7-73-182-37 | Friedhofskapelle St. Michael                           |
| Gänsweid 1 (Standort)           | Wohnhaus                                               | zweigeschossiger Satteldachbau mit Giebelgesimsen, erste Hälfte 18. Jahrhundert, später verändert | D-7-73-182-77 | Wohnhaus                                               |
| Gänsweid 5 (Standort)           | Gnadenhaus                                             | eingeschossiges Kleinhaus mit Traufknoten, frühes 19. Jahrhundert | D-7-73-182-75 | Gnadenhaus                                             |
| Gänsweid 9 (Standort)           | Wohnhaus                                               | zweigeschossiger Fachwerkbau mit Satteldach, im Kern 18. Jahrhundert | D-7-73-182-6  | Wohnhaus                                               |
| Hauptstraße 3 (Standort)        | Wohn- und Geschäftshaus                                | zweigeschossiger, längsrechteckiger Bau mit flachem Walmdach und profiliertem Gurt- und Traufgesims, Putzgliederung durch rustizierte Lisenen und Pilaster, bezeichnet 1887 | D-7-73-182-8  | Wohn- und Geschäftshaus                                |
| Hauptstraße 4 (Standort)        | Wohnhaus                                               | zweigeschossiger, giebelständiger Satteldachbau mit Obergeschoss und vorkragendem Giebel in Fachwerk, 1674 | D-7-73-182-9  | Wohnhaus                                               |
| Hauptstraße 6 (Standort)        | Wohnhaus                                               | zweigeschossiger Traufseitbau mit Schweifgiebel und südlichem Eckerker, profilierte Trauf-, Gurt- und Giebelgesimse, 18./19. Jahrhundert | D-7-73-182-10 | Wohnhaus                                               |
| Hauptstraße 8 (Standort)        | Ehemaliges Gasthaus Schwanenbräu                       | zweigeschossiger Traufseitbau mit Schweifgiebel zum Hof, spätes 18. Jahrhundert | D-7-73-182-11 | Ehemaliges Gasthaus Schwanenbräu                       |
| Hauptstraße 10 (Standort)       | Wohnhaus                                               | zweigeschossiger Traufseitbau mit Satteldach und profiliertem Traufgesims, 17./18. Jahrhundert | D-7-73-182-12 | Wohnhaus                                               |
| Hauptstraße 14 (Standort)       | Apotheke                                               | klassizistischer, zweigeschossiger Giebelbau mit Schweifgiebel und profilierten Gesimsen, wohl Anfang 19. Jahrhundert | D-7-73-182-14 | Apotheke                                               |
| Hauptstraße 19 (Standort)       | Gasthof zur Post                                       | zweigeschossiger, traufständiger Satteldachbau über hohem Sockel mit geschweiftem Voluten- und Zwerchgiebel, profiliertes Trauf- und Giebelgesims, Ende 18. Jahrhundert; mit Ausstattung | D-7-73-182-15 | Gasthof zur Post                                       |
| Josef-Frank-Straße (Standort)   | Kriegerdenkmal                                         | mit Reiterfigur des hl. Ulrich, von Josef Göschel, 1926 | D-7-73-182-39 | Kriegerdenkmal                                         |
| Josef-Frank-Straße 3 (Standort) | Nischenfigur                                           | Madonna, um 1690 | D-7-73-182-16 | Nischenfigur                                           |
| Kalteck 3 (Standort)            | Wohnhaus                                               | zweigeschossiger, traufständiger Satteldachbau mit Fachwerk am Obergeschoss und Ostgiebel, 1683 | D-7-73-182-17 | Wohnhaus                                               |
| Laugnastraße 4 (Standort)       | Ehemaliges Gasthaus Stern                              | zweigeschossiger Neubarockbau mit Schweifgiebel, um 1900/10 | D-7-73-182-18 | Ehemaliges Gasthaus Stern                              |
| Marktplatz (Standort)           | Marktbrunnen                                           | neubarock, mit Bronzefigur der Patrona Bavariae, 1911 | D-7-73-182-38 | Marktbrunnen                                           |
| Marktplatz (Standort)           |                                                        | siehe Ensemble Hauptstraße | D-7-73-182-19 |                                                        |
| Marktplatz 5 (Standort)         | Wohnhaus                                               | zweigeschossiger, giebelständiger Satteldachbau mit Fachwerk am Obergeschoss und Giebel, im Kern 1555, sonst um 1680 | D-7-73-182-21 | weitere Bilder                                         |
| Marktplatz 17 (Standort)        | Katholische Seelenkapelle                              | barocker Saalbau mit geschweiftem Blendgiebel und Dachreiter, um 1760; im ehemaligen Friedhof nördlich der Pfarrkirche; mit Ausstattung | D-7-73-182-22 | weitere Bilder                                         |
| Marktplatz 18 (Standort)        | Katholische Stadtpfarrkirche St. Martin                | Rechteckbau mit geschweiften Giebeln und zinnenbekrönten Doppeltürmen, einschiffiges Langhaus mit Stichkappentonne und eingezogenem Chor; mit Ausstattung | D-7-73-182-23 | weitere Bilder                                         |
| Marktplatz 19 (Standort)        | Lourdeskapelle                                         | Rechteckbau um 1890; südöstlich der Pfarrkirche | D-7-73-182-24 | Lourdeskapelle                                         |
| Mühlwinkel 6 (Standort)         | Bauernhaus                                             | in Hakenform, erdgeschossiger Satteldachbau, im Kern um 1800, erneuert, Tür bezeichnet 1916 | D-7-73-182-25 | Bauernhaus                                             |
| Ochsengäßchen 3 (Standort)      | Kleinhaus                                              | zweigeschossiger Satteldachbau mit Fachwerkgiebel, wohl 18. Jahrhundert | D-7-73-182-27 | Kleinhaus                                              |
| Pfarrgasse 1 (Standort)         | Pfarrhaus                                              | zweigeschossiger, giebelständiger Satteldachbau mit geschweiftem Blendgiebel und verputztem Fachwerk, 1729; mit Ausstattung | D-7-73-182-29 | Pfarrhaus                                              |
| Pfarrgasse 2 (Standort)         | Wohnhaus                                               | zweigeschossiger, giebelständiger Satteldachbau mit geschweiftem Giebel und polygonalem Eckerker, neubarocke Fassadengestaltung, um 1910 | D-7-73-182-30 | weitere Bilder                                         |
| Pfarrgasse 3 (Standort)         | Wohnhaus                                               | zweigeschossiger Satteldachbau mit geschweiftem Giebel und Giebelgesimsen, 2. Hälfte 18. Jahrhundert | D-7-73-182-31 | Wohnhaus                                               |
| Pfarrgasse 9 (Standort)         | Ehemaliger Zehentstadel, jetzt Wohn- und Geschäftshaus | zweigeschossiger Satteldachbau, im Kern 17./18. Jahrhundert | D-7-73-182-32 | Ehemaliger Zehentstadel, jetzt Wohn- und Geschäftshaus |
| Schulstraße 10 (Standort)       | Ehemaliges Amtsgericht                                 | dreigeschossiger Walmdachbau mit polygonalem Eckerker und neubarocker Fassadengestaltung, von Andreas Balletshofer, 1904 | D-7-73-182-76 | Ehemaliges Amtsgericht                                 |
| Schulstraße 12 (Standort)       | Ehemaliges Schloss, jetzt Rathaus                      | Doppelschlossanlage, siehe Artikel | D-7-73-182-34 | weitere Bilder                                         |
| Schulstraße 13 (Standort)       | Wohnhaus                                               | zweigeschossiger Satteldachbau mit dreifach unterteiltem Giebel, 19. Jahrhundert | D-7-73-182-35 | Wohnhaus                                               |

### Bliensbach
| Lage                         | Objekt                                | Beschreibung | Akten-Nr.     | Bild                                  |
| ---------------------------- | ------------------------------------- | --- | ------------- | ------------------------------------- |
| Am Kellerberg (Standort)     | Kapelle                               | bezeichnet 1906; nordwestlich der Kirche | D-7-73-182-41 | Kapelle                               |
| Kastanienweg (Standort)      | Steinkreuz                            | mittelalterlich; an der Straße nach Hohenreichen | D-7-73-182-43 | Steinkreuz                            |
| Pfarrstraße 17 (Standort)    | Katholische Pfarrkirche St. Margareta | einschiffige Anlage, Chor im Turmuntergeschoss 14. Jahrhundert, Turmobergeschoss 2. Hälfte 15. Jahrhundert, Langhaus 1787 von Franz Christa; mit Ausstattung | D-7-73-182-40 | Katholische Pfarrkirche St. Margareta |
| Rieblinger Straße (Standort) | Wegkapelle                            | Mitte 18. Jahrhundert; mit Ausstattung; am Südrand des Ortes                                                                                                 | D-7-73-182-42 | Wegkapelle                            |

### Geratshofen
| Lage                     | Objekt                                          | Beschreibung                 | Akten-Nr.     | Bild                                            |
| ------------------------ | ----------------------------------------------- | ---------------------------- | ------------- | ----------------------------------------------- |
| Dorfstraße 26 (Standort) | Katholische Kapelle zu den unschuldigen Kindern | 1897 erbaut; mit Ausstattung | D-7-73-182-44 | Katholische Kapelle zu den unschuldigen Kindern |

### Gottmannshofen
| Lage                      | Objekt                                                    | Beschreibung                                                                                          | Akten-Nr.     | Bild           |
| ------------------------- | --------------------------------------------------------- | --- | ------------- | -------------- |
| Alte Straße 6 (Standort)  | Pfarrhaus                                                 | zweigeschossiger Satteldachbau mit Schweifgiebel und Lisenengliederung, 1570 erbaut, später verändert | D-7-73-182-46 | Pfarrhaus      |
| Am Kirchberg 1 (Standort) | Katholische Pfarr- und Wallfahrtskirche Mariä Heimsuchung | Saalbau mit Stichkappentonne und eingezogenem Chor                                                    | D-7-73-182-45 | weitere Bilder |

### Hirschbach
| Lage                             | Objekt                            | Beschreibung                                                         | Akten-Nr.              | Bild           |
| -------------------------------- | --------------------------------- | -------------------------------------------------------------------- | ---------------------- | -------------- |
| Friedhofweg 5 (Standort)         | Katholische Pfarrkirche St. Peter | 1922, mit historischen Ausstattungsstücken                           | D-7-73-182-47 Wikidata | weitere Bilder |
| Sankt-Peter-Straße 33 (Standort) | Pfarrhaus                         | zweigeschossiger Satteldachbau mit Fachwerkobergeschoss, um 1700     | D-7-73-182-51 Wikidata | weitere Bilder |
| Sankt-Peter-Straße 38 (Standort) | Bauernhaus                        | zweigeschossiges Wohnstallhaus mit Satteldach, Mitte 19. Jahrhundert | D-7-73-182-50 Wikidata | Bauernhaus     |

### Hohenreichen
| Lage                          | Objekt                                | Beschreibung | Akten-Nr.              | Bild                                  |
| ----------------------------- | ------------------------------------- | --- | ---------------------- | ------------------------------------- |
| Kapellenberg (Standort)       | Feldkapelle, sogenannte Lindenkapelle | 18./19. Jahrhundert; mit Ausstattung; ca. 500 Meter nördlich oberhalb des Ortes                                                                            | D-7-73-182-55 Wikidata | Feldkapelle, sogenannte Lindenkapelle |
| Nähe Kreisstraße (Standort)   | Steinkreuz                            | mittelalterlich; an der Einmündung der Straße nach Bliensbach neben einem Flurkreuz                                                                        | D-7-73-182-56 Wikidata | weitere Bilder                        |
| Nähe Wangerbergweg (Standort) | Katholische Kapelle St. Georg         | ehemalige Schlosskapelle, spätgotischer Saalbau mit netzrippengewölbtem Chor, 1456 erbaut; Turmoberteil vermutlich spätes 16. Jahrhundert; mit Ausstattung | D-7-73-182-54 Wikidata | weitere Bilder                        |

### Neuschenau
| Lage                     | Objekt                               | Beschreibung                                                            | Akten-Nr.              | Bild           |
| ------------------------ | ------------------------------------ | ----------------------------------------------------------------------- | ---------------------- | -------------- |
| in Neuschenau (Standort) | Katholische Kapelle Sta. Maria in Re | neubarocker Zentralbau über oktogonalem Grundriss,1910; mit Ausstattung | D-7-73-182-57 Wikidata | weitere Bilder |

### Possenried
| Lage                         | Objekt                         | Beschreibung             | Akten-Nr.              | Bild           |
| ---------------------------- | ------------------------------ | ------------------------ | ---------------------- | -------------- |
| Reichenbachstraße (Standort) | Katholische Kapelle St. Marien | um 1780; mit Ausstattung | D-7-73-182-58 Wikidata | weitere Bilder |

### Prettelshofen
| Lage                       | Objekt                              | Beschreibung                                                                                   | Akten-Nr.              | Bild           |
| -------------------------- | ----------------------------------- | ---------------------------------------------------------------------------------------------- | ---------------------- | -------------- |
| Alte Landstraße (Standort) | Wegkapelle                          | um 1870; mit Ausstattung; am westlichen Fuß des Kirchberges                                    | D-7-73-182-64 Wikidata | weitere Bilder |
| Kirchenweg (Standort)      | Feldkapelle                         | 1. Drittel 18. Jahrhundert, südöstlich der Kirche                                              | D-7-73-182-60 Wikidata | weitere Bilder |
| Kirchenweg 1 (Standort)    | Katholische Pfarrkirche St. Andreas | barocker Saalbau mit eingezogenem, halbrundem Chor, 1700 von Valerian Brenner; mit Ausstattung | D-7-73-182-59 Wikidata | weitere Bilder |
| Talstraße (Standort)       | Bildstock                           | mit Holzfigur des hl. Rochus, 18. Jahrhundert                                                  | D-7-73-182-63 Wikidata | Bildstock      |
| Talstraße 5, 7 (Standort)  | Bauernhof                           | zweigeschossiges Wohnstallhaus mit Satteldach und zweiflügeliger Wirtschaftstrakt, um 1830/40  | D-7-73-182-62 Wikidata | Bauernhof      |
| Talstraße 11 (Standort)    | Pfarrhaus                           | zweigeschossiger Satteldachbau mit Schweifgiebel, im Kern 18. Jahrhundert                      | D-7-73-182-61 Wikidata | Pfarrhaus      |

### Reatshofen
| Lage                             | Objekt                        | Beschreibung                                                                                          | Akten-Nr.              | Bild                          |
| -------------------------------- | ----------------------------- | --- | ---------------------- | ----------------------------- |
| Alte Straße 42 (Standort)        | Bauernhaus                    | eingeschossiger Wohnstallbau mit Satteldach und profiliertem Traufgesims, wohl Anfang 19. Jahrhundert | D-7-73-182-66 Wikidata | Bauernhaus                    |
| Hohenreicher Straße 4 (Standort) | Katholische Kapelle St. Maria | bezeichnet 1884; mit Ausstattung                                                                      | D-7-73-182-65 Wikidata | Katholische Kapelle St. Maria |

### Reutenhof
| Lage                 | Objekt                                              | Beschreibung | Akten-Nr.              | Bild                                                |
| -------------------- | --------------------------------------------------- | --- | ---------------------- | --------------------------------------------------- |
| Reutenhof (Standort) | Katholische Kapelle zur Schmerzhaften Mutter Gottes | kleiner rechteckiger Satteldachbau mit flachbogigem Raumschluss, Mitte 19. Jahrhundert, offener Dachreiter mit Pyramidendach, erneuert | D-7-73-182-81 Wikidata | Katholische Kapelle zur Schmerzhaften Mutter Gottes |

### Rieblingen
| Lage                              | Objekt    | Beschreibung                                                                                  | Akten-Nr.              | Bild      |
| --------------------------------- | --------- | --------------------------------------------------------------------------------------------- | ---------------------- | --------- |
| Bliensbacher Straße 20 (Standort) | Bauernhof | zweigeschossiges Wohnstallhaus mit Satteldach, 19. Jahrhundert; Scheune Mitte 19. Jahrhundert | D-7-73-182-72 Wikidata | Bauernhof |

### Roggden
| Lage                      | Objekt                                 | Beschreibung                                                                                           | Akten-Nr.              | Bild                                 |
| ------------------------- | -------------------------------------- | --- | ---------------------- | ------------------------------------ |
| Kirchstraße 2 (Standort)  | Katholische Filialkirche St. Felicitas | einschiffiger Bau mit Flachdecke über Chor und Langhaus, von Leonhard Christa 1837/38; mit Ausstattung | D-7-73-182-70 Wikidata | weitere Bilder                       |
| Mühlenweg 1, 3 (Standort) | Kapelle des einstigen Mühlenanwesens   | 1. Hälfte 19. Jahrhundert                                                                              | D-7-73-182-71 Wikidata | Kapelle des einstigen Mühlenanwesens |